# Rhizophydium nobile
Rhizophydium nobile är en svampart som beskrevs av Canter & A. Lund 1968. Rhizophydium nobile ingår i släktet Rhizophydium och familjen Rhizophydiaceae.   Inga underarter finns listade i Catalogue of Life.